# Anomalon australense
Anomalon australense är en stekelart som först beskrevs av Morley 1912.  Anomalon australense ingår i släktet Anomalon och familjen brokparasitsteklar. Inga underarter finns listade i Catalogue of Life.